# El zángano
El zángano é um filme de comédia mexicano dirigido por Agustín P. Delgado e produzido por Roberto Gómez Bolaños. Lançado em 1968, foi protagonizado por Gaspar Henaine e Jacqueline Andere.

## Elenco
- Gaspar Henaine - Capulina
- Jacqueline Andere - Gloria
- Roberto Gómez Bolaños - Psicólogo
- Nora Larraga
- Carlos Lico
- Benito Castro
- Carlos Nieto
- Javier Castro